# Louis Pastour
 (mars 2013).
Si vous disposez d'ouvrages ou d'articles de référence ou si vous connaissez des sites web de qualité traitant du thème abordé ici, merci de compléter l'article en donnant les références utiles à sa vérifiabilité et en les liant à la section « Notes et références ».
Louis Pastour né le 26 juin 1876 à Cannes et mort le 6 décembre 1948 dans la même ville, est un peintre français.

## Biographie

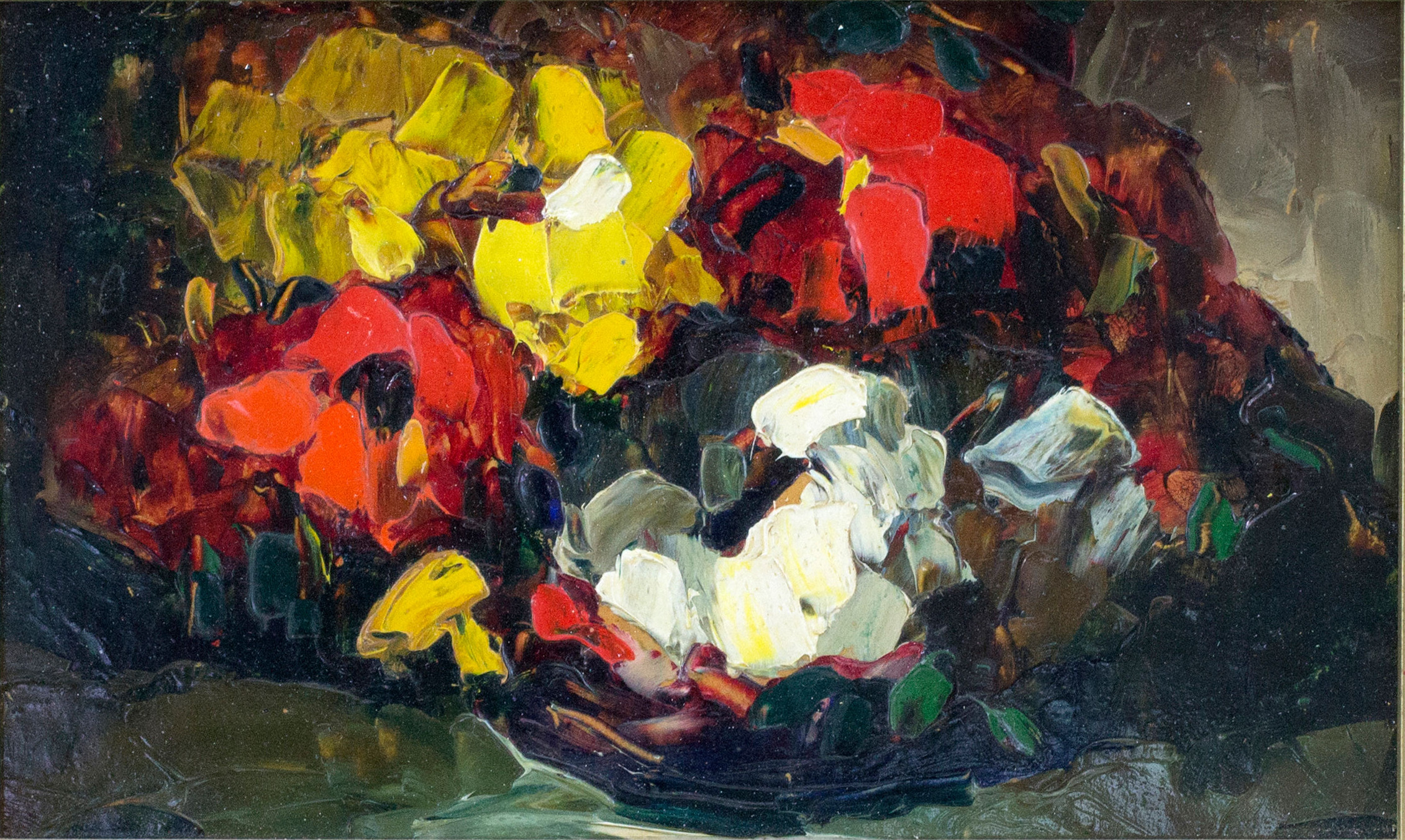
Bouquet de Zinnias, Paris, musée d'Orsay.

Peintre cannois, provençal, Louis Pastour s’inscrit dans le mouvement post-impressionniste au travers de sa propre technique, la peinture au couteau. Coloriste, peintre de la lumière, c'est avec une égale maîtrise qu’il aborde ses thèmes favoris : marines, fleurs et paysages.
Dès l’enfance, il exprime sa passion, son désir de peindre et sa vocation à fixer ses émotions face à la beauté de la nature et des paysages, par le jeu de la couleur, de la lumière et de la pâte.
Il commence à travailler dès 1889 comme ouvrier peintre. Il obtient une médaille d’argent aux cours de dessin de l’Association polytechnique de Cannes.
En 1894, il part pour Paris. Ouvrier le jour, il suit les cours du soir à l’École nationale des arts décoratifs. Pour économiser ses brosses, il commence à peindre au couteau à palette.
De retour à Cannes, Louis Pastour épouse Magdeleine. De cette union naît un fils, Auguste, qui deviendra musicien.
En 1900, il est délégué ouvrier à l’Exposition universelle à Paris. L’année suivante, il préside l’inauguration de l’Union des Syndicats. Socialement très impliqué, il est à l’origine de l’institution du tribunal des Prud’hommes de Cannes et des cours ouvriers. En 1902, Louis Pastour fonde l’Association des beaux-arts de Cannes (ABAC) avec un groupement ouvrier passionné d’art et crée l'Exposition annuelle des peintres du terroir.
Le 10 mars 1903 a lieu le vernissage du premier Salon cannois. Fort de ses succès, il ouvre à Cannes un commerce de couleurs et matériel pour artiste À la Palette de Rubens. Ce lieu d’échanges culturels devient le centre d’un mouvement artistique régional. Ducs et princesses fréquentent d’illustres artistes.
Il peint, chaque jour, dès l’aube, saisissant l’instant, la lumière, d’après motif. D’un caractère gai, chaleureux, il n’en est pas moins timide et discret.
C’est à l’initiative du sculpteur Denys Puech qu’il reçoit en 1911 les Palmes académiques.
En 1912, il voyage et peint en Égypte. Fasciné par ce pays, sa peinture s’enrichit.
En 1913, il séjourne à Bruges avec son ami, le peintre Georges-Émile Lebacq. La pluie, le brouillard inspirent sa palette.
Militaire durant la Première Guerre mondiale, il peint dès qu’il le peut.
Il expose pour la première fois à Paris en 1920 dans les salons des galeries Devambez. Sa Voile rouge y est remarquée. Il est baptisé[Par qui ?] « Le Peintre du soleil » (Lou Pintre dou Soulèu) et enchaîne les expositions en France et à l’étranger. La capitale sera désormais un rendez-vous annuel pour le peintre Cannois. Il apporte au travers de ses toiles la lumière du midi, un flamboiement de couleurs, et tous les ingrédients de sa Provence inspiratrice.
À la recherche de nouveaux paysages, il peint au Maroc en 1923 et en Italie en 1928. Mais c’est à Cannes, sa principale source d’inspiration, qu’il revient toujours. En 1928 on lui confie la décoration de la gare inférieure du funiculaire de Super-Cannes, situé sur une colline du quartier Californie - Pezou.
Pastour produit des travaux publicitaires pour les Chemins de fer, l’agenda du PLM (Paris Lyon Méditerranée) et divers magazines.
Louis Pastour publie dans La Gazette des articles sur la vie locale, en provençal dans L’Avenir : « Li Petet de la Pantiero » (« Les Potins de la Pantière »), histoires et galéjades cannoises.
En 1938, il est l'un des premiers peintres vendu par la jeune galerie Maeght, 10 rue des Belges à Cannes.
Il meurt à Cannes le 6 décembre 1948, et est inhumé dans la même ville au cimetière du Grand Jas.

## Collections publiques

### France
- Cannes, musée de la Castre :
  - "Anémones ou reflets de tes yeux", huile sur carton 0.45 x 0.37 cm, S.B.G. Inv. 257 Pe[3].
- Dijon, musée des Beaux-Arts de Dijon[4] :
- Nice, musée des Beaux-Arts de Nice :
- Paris, musée d'Orsay à 
  - Bouquet de zinnias[5],

### Roumanie
musée national d'Art de Roumanie :

Œuvres de Louis Pastour
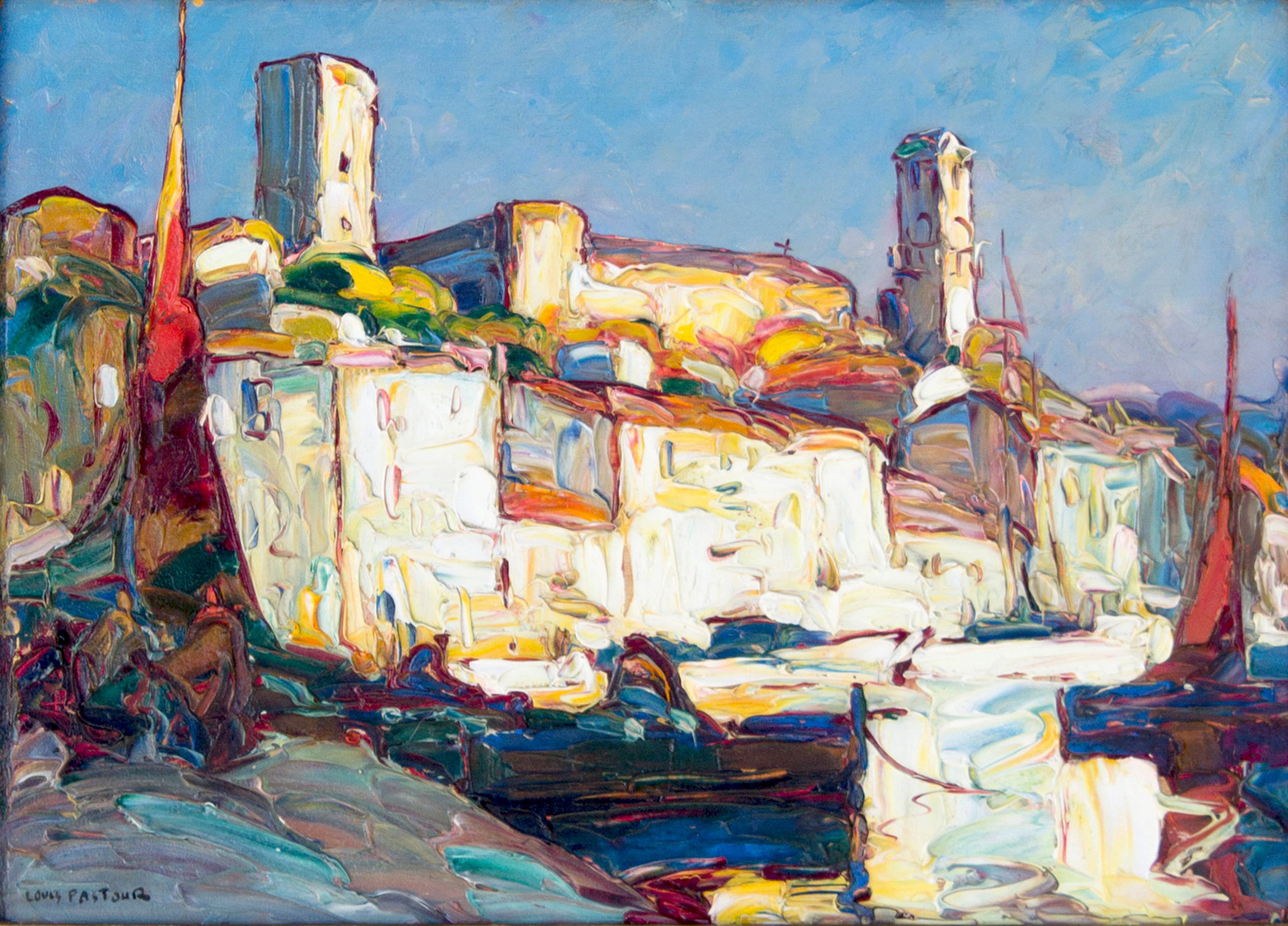
Cannes, le Suquet, 1931, localisation inconnue.
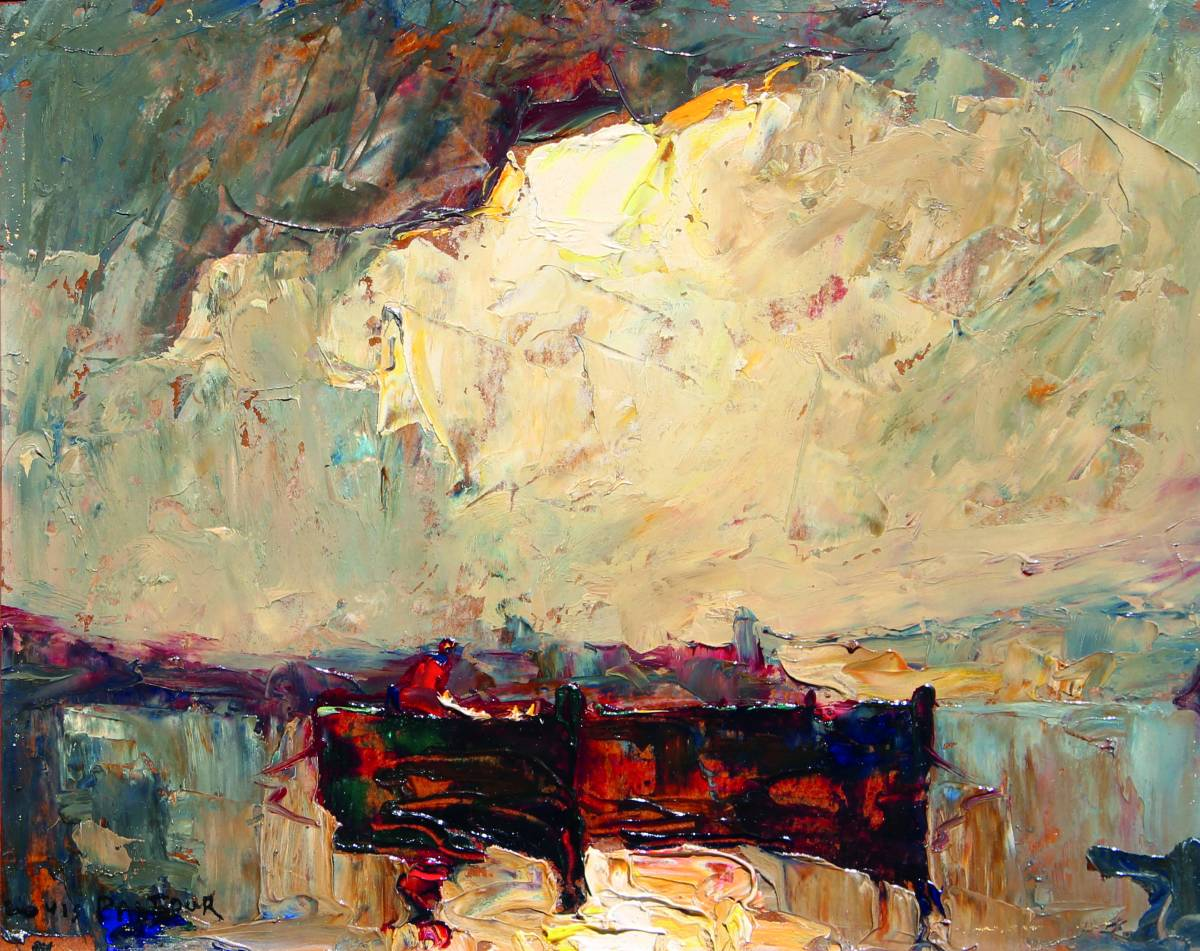
L'Orage, localisation inconnue.
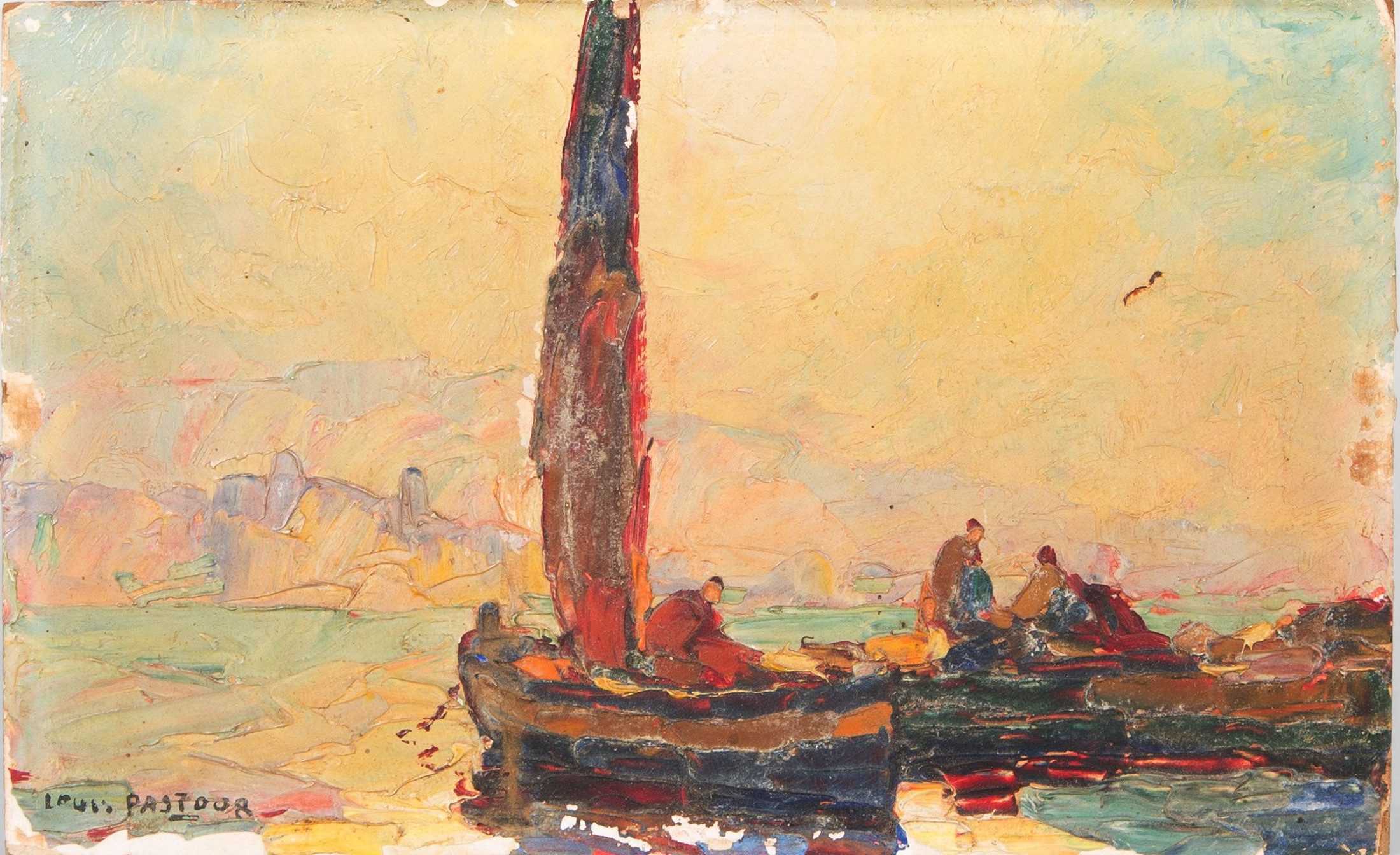
Les Heures dorées, Cannes, 1926, localisation inconnue.

## Expositions
Louis Pastour expose régulièrement dans les galeries cannoises. Dans les années 1940, au casino municipal et à la Malmaison, il participe à des expositions organisées par la galerie Maeght, appartenant à ses amis Marguerite et Aimé Maeght, aux côtés de Jean-Gabriel Domergue et Henri Lebasque.
Une rétrospective Louis Pastour a lieu au Palm Beach de Cannes en 1974.
La Ville de Cannes organise une exposition en décembre 2008, pour les 60 ans de sa disparition.
La dernière exposition consacrée à Louis Pastour est celle accueillie par l'espace Bonnard au Cannet, du 3 août au 15 septembre 2013.
Depuis novembre 2019, une exposition a lieu au musée de la Castre à Cannes et ce jusqu'au mois de mai.

## Hommage
À Cannes, une voie du sud du quartier Riou - Petit Juas - Av. de Grasse porte le nom de rue Louis-Pastour.